# Бюльбюлевые
Бюльбю́левые, или короткопа́лые дрозды (лат. Pycnonotidae), — семейство птиц из отряда воробьинообразных. В состав семейства включают 32 рода и 167 видов.
Бюльбюлевые — небольшие древесные и кустарниковые птицы размером со скворца. Большинство видов встречаются в Африке, некоторые — в Азии. Обитают как в тропических лесах, так и на более открытых пространствах.
На территории России встречается единственный вид семейства — короткопалый бюльбюль (Microscelis amaurotis), зарегистрированный в Приморском крае и на южных Курильских островах.

## Этимология
Название семейства Pycnonotidae образовано от слова Pycnonotus, которое в свою очередь образовано от двух греческих слов: puknos — густой, notos — покрытие. Такое название дано птице из-за того, что по всему телу есть тонкие волосовидные перья.
Русское название бюльбюль может происходить от арабского (بلبل), персидского (بلبل) или от турецкого (bülbül). В поэзии этих стран бюльбюль часто фигурирует как певчая птица (хотя слово بلبل (bülbül) на русский принято переводить как «соловей»).

## Описание

### Внешний вид
Длина тела составляет от 13 см (у стройного бурого бюльбюля Phyllastrephus debilis) до 29 см (у желтошапочного настоящего бюльбюля Pycnonotus zeylanicus). Самки и самцы окрашены одинаково, в зелёные, жёлтые и коричневые тона, нередко с белыми, чёрными или коричневыми пятнами или продольной штриховкой из светлых полос. Оперение мягкое, с большим количеством длинных волосовидных перьев, которых особенно много на затылке и зашейке. У многих видов есть хохолок. Клюв слегка вытянутый и немного крючковатые на конце. Ноги сравнительно короткие. Полового диморфизма у видов семейства нет, но самки немного меньше самцов.

### Голос
Тихий свист. Песню рыжеухого бюльбюля один автор[кто?] охарактеризовал как самую непривлекательную из всех птиц.

## Питание
Большинство видов семейства являются растительноядными и в их рацион входят ягоды, семена и нектар. Некоторые виды предпочитают животный корм и питаются в основном насекомыми и другими членистоногими.

## Размножение
Птицы вьют гнездо в виде чашечки, располагая его в ветвях деревьев или кустарниках, невысоко над землёй. Яйца пурпурно-розового цвета лежат в открытом гнезде. В кладке их от 2 до 5 штук. Инкубационный период обычно длится 11-14 дней, яйца высиживает только самка.

## Поведение
Бюльбюли очень подвижные птицы и повадками напоминают синиц, славок и дроздов. Большинство видов моногамные. Исключением является Желтогорлый зелёный бюльбюль Andropadus latirostris.

## Распространение
Бюльбюлевые обитают в Африке, на Мадагаскаре, в Азии и на некоторых тихоокеанских островах. Селятся в тропических и субтропических лесах, а также в разреженных древостоях и на опушках.

## Бюльбюлевые и человек
Pycnonotus jocosus и Pycnonotus cafer в большом количестве отлавливались для торговли животными, и теперь эти виды стали шире распространёнными видами, сейчас встречаются в тропических и субтропических районах, на юге штата Флорида, Индии, Индонезии, Австралии и Гавайи. Некоторые виды считаются вредителями сельскохозяйственных культур и больше всего вредят в садах.
Бюльбюлевые довольно устойчивы к загрязнению окружающей среды и легко приживаются к изменениям ареала. Но 13 видов находятся под угрозой исчезновения из-за деятельности человека: вырубки лесов, сокращения их ареала.

## Классификация
В состав семейства включают следующие роды:
- Род Acritillas Oberholser, 1905 — 1 вид
- Род Alcurus Blyth, 1843 — 1 вид
- Род Alophoixus Oates, 1889 — 8 видов
- Род Andropadus Swainson, 1832 — Зелёные бюльбюли — 1 вид
- Род Arizelocichla Oberholser, 1905 — 11 видов
- Род Atimastillas Oberholser, 1905 — 2 вида
- Род Baeopogon Heine, 1860 — Бюльбюли-медоуказчики — 2 вида
- Род Bleda Bonaparte, 1857 — Щетинкоклювые бюльбюли — 5 видов
- Род Brachypodius Blyth, 1845 — 4 вида
- Род Calyptocichla Oberholser, 1905 — Золотистые бюльбюли — 1 вид
- Род Chlorocichla  Sharpe, 1882 — Лесные бюльбюли — 5 видов
- Род Criniger  Temminck, 1820 — Манишковые бюльбюли — 5 видов
- Род Euptilotus Reichenbach, 1850 — 1 вид
- Род Eurillas Oberholser, 1899 — 5 видов
- Род Hemixos Blyth, 1845 — 3 вида
- Род Hypsipetes  Vigors, 1831 — Восточные бюльбюли — 26 видов
- Род Iole Blyth, 1844 — 7 видов
- Род Ixodia Blyth, 1845 — 3 вида
- Род Ixonotus J.Verreaux et E.Verreaux, 1851 — Пятнистые бюльбюли — 1 вид
- Род Ixos Temminck, 1825 — 5 видов
- Род Microtarsus Eyton, 1839 — 1 вид
- Род Neolestes Cabanis, 1875 — Ошейниковые бюльбюли — 1 вид
- Род Nok Fuchs et al., 2017 — 1 вид
- Род Phyllastrephus Swainson, 1832 — 21 вид
- Род Poliolophus Sharpe, 1877 — 1 вид
- Род Pycnonotus  Boie, 1826 — Настоящие бюльбюли — 34 вида
- Род Rubigula Blyth, 1845 — 5 видов
- Род Setornis Lesson, 1839 — Крючкоклювые бюльбюли — 1 вид
- Род Spizixos Blyth, 1845 — Вьюрковые бюльбюли — 2 вида
- Род Stelgidillas Oberholser, 1899 — 1 вид
- Род Thescelocichla Oberholser, 1905 — Болотные бюльбюли — 1вид
- Род Tricholestes Salvadori, 1874 — 1 вид

- Род Cerasophila Bingham, 1900
- Род Pyrrhurus Cassin, 1859
- Род Thapsinillas Oberholser, 1905

Ранее в состав семейства входили: род Никаторы Nicator (который сейчас выделен в самостоятельное семейство Nicatoridae), род Xanthomixis и род Bernieria (оба сейчас в семействе Bernieridae).
Род Microscelis выделен из рода Восточные бюльбюли Hypsipetes, а род Pyrrhurus — из рода Бурые бюльбюли Phyllastrephus (в некоторых источниках эти два рода не выделены в отдельные).